# Кавино, Джованни

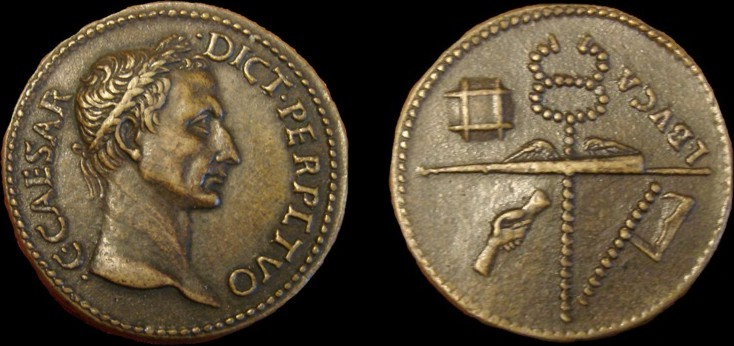
Фальшивый сестерций Юлия Цезаря падуанской школы, n° 1241 собрания Medagliere di Milano.

Джованни Кавино (итал. Giovanni Cavino; 1500, Падуя — 1570, там же) — итальянский резчик и чеканщик, известный в нумизматике многочисленными искусными подделками греческих и римских античных монет; из-за него одно время все поддельные древние монеты назывались падуанскими.